# Анкіл

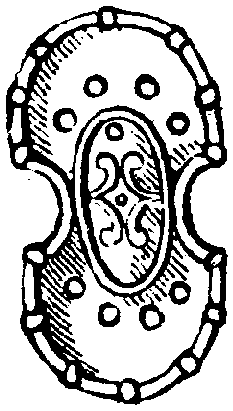

Анкіл (лат. ancile) — у Стародавньому Римі легендарний щит бога Марса, що за переказами, впав з неба за царя Нуми Помпілія йому в руки під час мору. Диво супроводжувалося голосом, який оголосив, що Рим буде володарем світу, поки володіє цим щитом. Обладунок був виконаний у формі еліпса з виїмками з боків.
Щит став запорукою безпеки і процвітання Римської держави (палладієм). Щоб справжній щит не можна було відрізнити і вкрасти, Нума розпорядився зробити ще 11 таких самих. Зберігання анкіла було довірено саліям, які сповідували культ Марса. Раз на рік, у березні, ці 12 щитів члени жрецької колегії саліїв урочисто проносили по місту.
Зображення анкіла є традиційним елементом орнаментів військової арматури.